# Farynala extremita
Farynala extremita är en insektsart som beskrevs av Irena Dworakowska 1982. Farynala extremita ingår i släktet Farynala och familjen dvärgstritar.
Artens utbredningsområde är Thailand. Inga underarter finns listade i Catalogue of Life.